# Стара Пустинь
Стара Пустинь (рос. Старая Пустынь) — селище в Арзамаському районі Нижньогородської області Російської Федерації.
Населення становить 35 осіб. Входить до складу муніципального утворення Чернухинська сільрада.

## Історія
Від 2009 року входить до складу муніципального утворення Чернухинська сільрада.

## Населення
| 1999 | 2002 | 2010 |
| ---- | ---- | ---- |
| 65   | ↘38  | ↘35  |